# HMS Alert (1856)
HMS Alert foi um  sloop-of-war de 17 canhões da Marinha Real Britânica lançado em 1856 e quebrado em 1894. Foi o décimo primeiro navio da Marinha Real Britânica a utilizar tal nome (ou uma variante deste) e se destacou no trabalho de exploração do Ártico, em 1876, atingiu oParalelo 82 N. Serviu por um breve momento a Marinha dos Estados Unidos, o navio terminou sua carreira no Serviço da Marinha Canadense.

## Construção
O navio foi projetado conforme as orientações do Lord John Hay e depois de seu "Comitê de Referência" se desmontar, sua construção foi supervisionada por Sir Baldwin Walker. Ordenado em conjunto com seu navio irmão Falcon em 2 de abril de 1853, foi entregue no Estaleiro da Marinha Real, Pembroke Dock em janeiro de 1855. Foi equipado em Chatham com dois cilindros horizontais com motor a vapor de expansão única, que foi fornecido por Ravenhill & Salkeld ao custo de £6,052 e gerando uma força de383 hp (286 kW); navegado por apenas uma hélice, tinha a velocidade máxima de 8,8 nós (16,3 km/h).

## História

### Estação do Pacífico (1857–1868)
Alert passou os primeiros 11 anos na Estação do Pacífico com base no Estaleiro da Marinha Real Britânica de Esquimalt no extremo sul da Ilha Vancouver, no Canadá. Durante este período voltou à Plymouth entre outubro de 1861 e maio de 1863 para reparos. Este era a função que sua classe fora projetada - o policiamento do império marítimo da Grã-Bretanha.

### Exploração do Ártico (1874–1876)

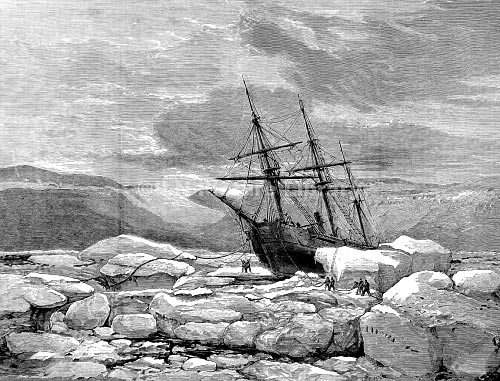
HMS Alert encalhado no gelo, Radmore Harbour, 1875–1876 (Illustrated London News, 1876)

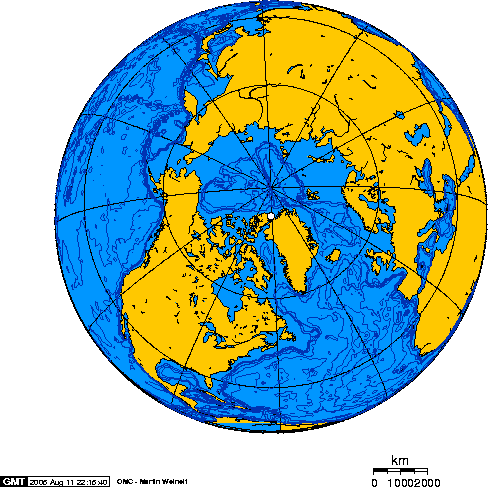
Projeção centrada em Alert

A partir de 1874 Alert passou a ser utilizado como barco de exploração no Ártico. Com o motor original substituído por um motor de expansão composto da R & W Hawthorn com a capacidade da caldeira aumentada para 60 psi (4,14 bar), seu armamento foi reduzido para quatro canhões e seu casco foi reforçado com com ferro. Acima da linha d´água foi revestido com teca e abaixo dele ulmeiro canadense e breu de pinho. As modificações aumentaram a tonelagem do navio em 1,240 tons.
A Expedição Ártica Britânica foi comandada pelo Capitão George Strong Nares e era composta pelo Alert (Capitão Nares) e Discovery (Capitão Henry Frederick Stephenson). A expedição tinha como destino o Polo Norte através de Smith Sound, uma passagem marítima entre a Groelândia e a ilha mais ao norte do Canadá, Ilha Ellesmere. Geógrafos contemporâneos propuseram que poderia haver um Mar polar aberto e que se a camada grossa de gelo em torno dele fossem superados, o acesso ao Pólo Norte por mar seria possível. Desde quando Edward Augustus Inglefield penetrou Smith Sound em 1852, esta tem sido a melhor rota de acesso ao norte.
Apesar de encontrar uma camada de gelo mais grossa do que o esperado, a expedição superou este obstáculo.  Deixando Discovery para passar o inverno em Lady Franklin Bay, Alert seguiu caminho por mais 50 m.n. (3 km) através do Canal Robeson, estabelecendo seu alojamento de inverno na Praia Floeberg. A primavera de 1876 presenciou atividades consideráveis por trenó, mapeando as costas da Ilha Ellesmere e da Groenlândia, mas o escorbuto começara a se manifestar com o Alertapresentando maior incidência.  Em 3 de abril, o segundo em comando do Alert, Albert Hastings Markham, levou um grupo ao norte na tentativa de atingir o polo. Em 11 de maio, tendo feito pouco progresso atingiram sua maior latitude  83° 20' 26"N.  Sofrendo de cegueira da neve, escorbuto e exaustão eles retornaram.
A expedição foi recompensada no seu retorno, Nares foi nomeado cavaleiro e Markham foi promovido a Capitão. A geografia do norte do Canadá e Groelândia repleta de nomes de pessoas ligadas à expedição: Estreito de Nares, Lago Nares, Plataforma de gelo Markham, Plataforma de gelo Ayles, Monte Ayles. O lugar permanentemente habitado mais ao norte da Terra, o assentamento de Alert, ao norte da Ilha Ellesmere, foi nomeado em homenagem ao navio.

### Empréstimo à Marinha dos Estados Unidos (1884)
Adolphus Greely liderou a Lady Franklin Bay Expedition ao Ártico em 1881. Dois navios de abastecimento não conseguiram atingir seu grupo e deixaram a expedição em 1883, também falhando em retirar a equipe. A Marinha dos Estados Unidos reuniu uma expedição de socorro em 1884 sob o comando do Capitão W S Schley e Alert foi oferecido. Emprestado à Marinha dos Estados Unidos sob o comando do Capitão George W Coffin em 20 de fevereiro 1884, foi utilizado para estabelecer depósitos provisórios para ajudar USS Bear no resgate de Greely e seus homens.
Dois membros da expedição de Greely, o Tenente James B. Lockwood e o Sargento David Legge Brainard atingiram um novo recorde 83° 30'N, 4 milhas mais próximo do polo do que Markham atingiu em 1876. Lockwood 19 membros da expedição morreram, Greely, Brainard e quatro outros sobreviveram.

### Empréstimo ao Governo Canadense
Em setembro de 1880, o Reino Unido transferiu seus direitos na soberania do Ártico ao Canadá. De 1884 a 1886, o Serviço da Marinha Canadense do Departamento da Marinha e Pesca enviou uma expedição à Baía de Hudson para estabelecer um posto de observação e estimar o comprimento da estação de navegação livre no gelo.

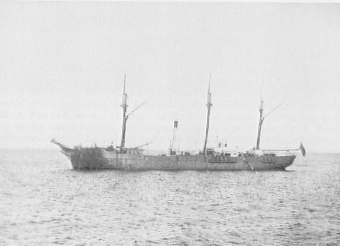
Alert configurado como um navio de abastecimento em 1893